# Нашествие (сериал)
Вижте пояснителната страница за други значения на Нашествие.
„Нашествие“ (на английски: Invasion) е американски научнофантастичен сериал, излъчен по ABC само в един сезон, продуциран от Shaun Cassidy Productions и Уорнър Брос. Телевижън.

## Епизоди
Вижте: Списък с епизоди на Нашествие

## „Нашествие“ в България
В България първото му излъчване е от 21 февруари 2007 г. до 29 март 2007 г., всяка седмица от понеделник до четвъртък включително, от 22:30 по Нова телевизия. Изключение правят последните четири епизода, които са излъчени от 23:45, понеже на 26 март е премиерата на втория сезон на Вип Брадър (Vip Brother), а на следващия ден часът му е изместен, заради започването на петия сезон на От местопрестъплението: Маями, а оттам нататък и другите два епизода. На 19 ноември 2008 г. започва повторно излъчване с разписание всеки вторник, сряда и петък от 23:45, а от 4 декември всеки делник.